# Сегедин (Нигер)
Сегедин (фр. Séguédine) — деревня в Нигере, в регионе Агадес, в департаменте Бильма. Население — 485 чел. (2010).
Основное население — канури, а также туареги и тубу.

## География

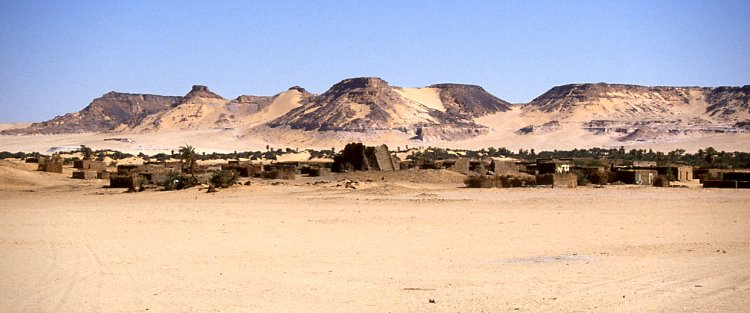
Вид на Сегедин.

Сегедин находится на северо-востоке Нигера, в пустыне Тенере, на северной окраине плато Кауар. Входит в состав общины Джадо и является самым крупным её населённым пунктом. Рядом с деревней проходит одна из транссахарских караванных троп, идущая из ливийского Феццана к озеру Чад.
Климат очень жаркий и засушливый.